# Red Bull Toro Rosso Honda

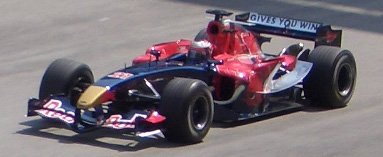
Scott Speed en el Gran Premi de Malàisia del 2006

Scuderia Toro Rosso va ser una escuderia de Fórmula 1 que va sorgir l'any 2005 amb la compra de Minardi per part de Red Bull. El nom Scuderia Toro Rosso significa «escuderia toro vermell» en italià, en clara al·lusió al seu propietari Red Bull (que significa «toro vermell» en anglès) i és la mateixa anterior escuderia Minardi de Fórmula 1, després que Red Bull comprés l'equip a Paul Stoddart a la fi de l'any 2005. L'escuderia va participar en 268 curses, aconseguint tres podis, entre ells una victòria de Sebastian Vettel al Gran Premi d'Itàlia de 2008.

## Motors de Toro Rosso

### Toro Rosso amb Cosworth (2006)
Amb aquest nom l'equip participarà a partir de la Temporada 2006 de Fórmula 1 i les posteriors conjuntament amb l'actual equip Red Bull Racing. El febrer de 2006 l'expilot de Ferrari i exdirectiu de BMW Gerhard Berger va realitzar una transacció amb Red Bull, per la qual es converteix en copropietari i administrador de l'equip.

### Toro Rosso amb Ferrari (2007-2013, 2016-2017)

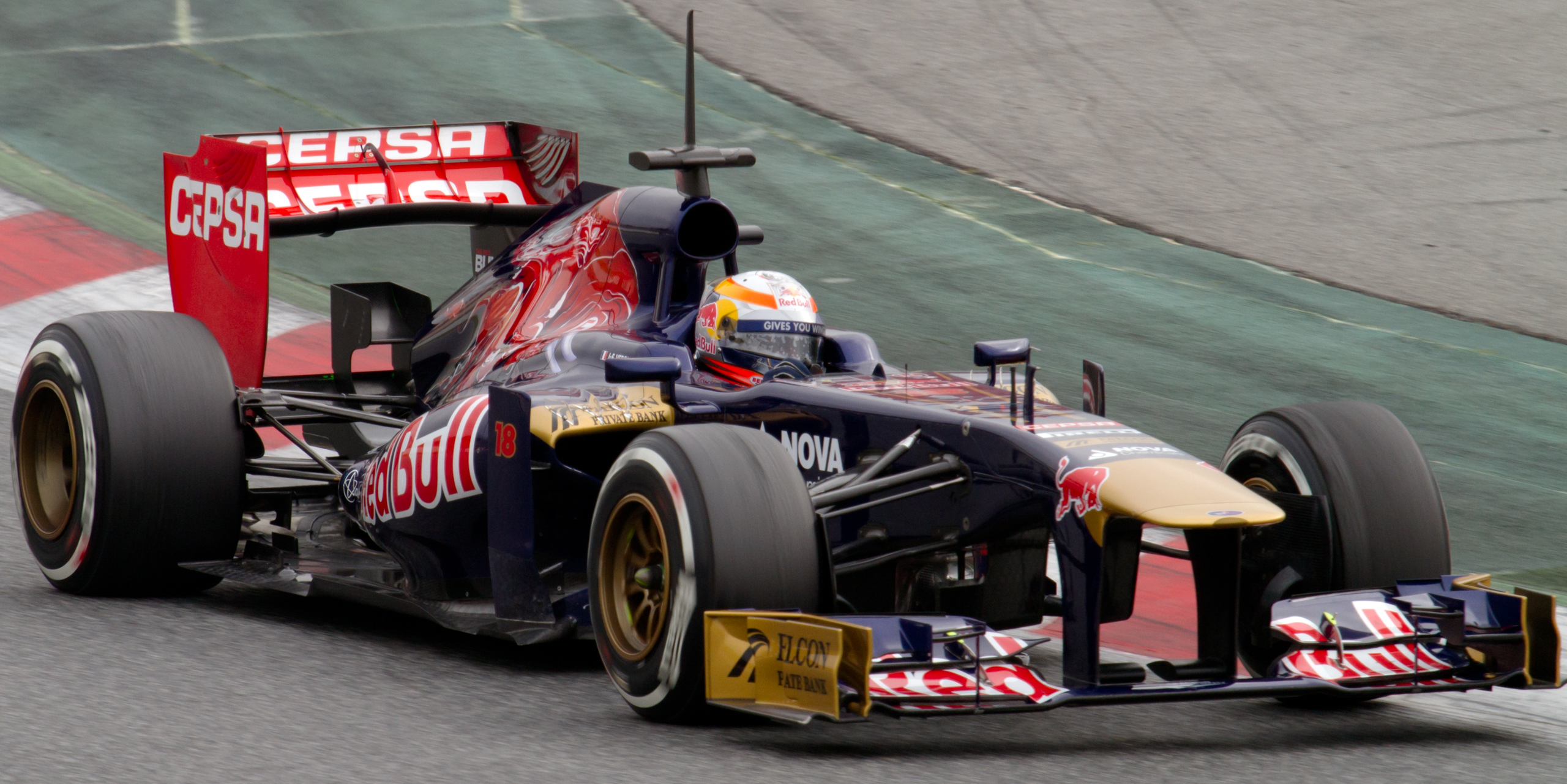
Jean-Eric Vergne al Circuit de Catalunya el 2013

Toro Rosso arriba amb un acord per utilitzar motors Ferrari a partir de 2007, però en 2014 va començar a usar motors Renault i després de dos anys, Toro Rosso va anunciar que utilitzaria motors Ferrari la temporada 2016-17, però va retornar a Renault la temporada següent.

### Toro Rosso amb Renault (2014-2016, 2017-2018)
Toro Rosso va anunciar que utilitzaria motors Renault igual que la seva escuderia germana Red Bull a partir de 2014.

### Toro Rosso amb Honda (2018 - 2019)
Honda va motoritzar des de la temporada 2018-19 Scuderia Toro Rosso, en la que va ser la seva darrera temporada a la Fórmula 1, doncs l'equip va ser substituït per Scuderia AlphaTauri.

## Resultats
| Any  | Nom                       | Cotxe      | Motor                           | Pneumàtics | Combustible | No.             | Conductors                                                 | Punts | WCC |
| ---- | ------------------------- | ---------- | ------------------------------- | ---------- | ----------- | --------------- | ---------------------------------------------------------- | ----- | --- |
| 2006 | Scuderia Toro Rosso       | STR1       | Cosworth TJ2005 3.0 V10         | M          |             | 20. 21.         | Vitantonio Liuzzi Scott Speed                              | 1     | 9   |
| 2007 | Scuderia Toro Rosso       | STR2       | Ferrari 056 2006 2.4 V8         | B          |             | 18. 19.         | Vitantonio Liuzzi Scott Speed Sebastian Vettel             | 8     | 7   |
| 2008 | Scuderia Toro Rosso       | STR2B STR3 | Ferrari 056 2007 2.4 V8         | B          |             | 14. 15.         | Sébastien Bourdais Sebastian Vettel                        | 39    | 6   |
| 2009 | Scuderia Toro Rosso       | STR4       | Ferrari 056 2008 2.4 V8         | B          |             | 11. 12.         | Sébastien Bourdais Jaume Alguersuari Sébastien Buemi       | 8     | 10  |
| 2010 | Scuderia Toro Rosso       | STR5       | Ferrari 056 2009 2.4 V8         | B          |             | 16. 17.         | Sébastien Buemi Jaume Alguersuari                          | 13    | 9   |
| 2011 | Scuderia Toro Rosso       | STR6       | Ferrari 056 2010 2.4 V8         | P          |             | 18. 19.         | Sébastien Buemi Jaume Alguersuari                          | 41    | 8   |
| 2012 | Scuderia Toro Rosso       | STR7       | Ferrari 056 2011 2.4 V8         | P          |             | 16. 17.         | Daniel Ricciardo Jean-Éric Vergne                          | 26    | 9   |
| 2013 | Scuderia Toro Rosso       | STR8       | Ferrari 056 2012 2.4 V8         | P          |             | 18. 19.         | Jean-Éric Vergne Daniel Ricciardo                          | 33    | 8   |
| 2014 | Scuderia Toro Rosso       | STR9       | Renault Energy F1-2014 1.6 V6 t | P          |             | 25. 26.         | Jean-Éric Vergne Daniil Kvyat                              | 30    | 7   |
| 2015 | Scuderia Toro Rosso       | STR10      | Renault Energy F1-2015 1.6 V6 t | P          |             | 33. 55.         | Max Verstappen Carlos Sainz Jr.                            | 67    | 7   |
| 2016 | Scuderia Toro Rosso       | STR11      | Ferrari 060 1.6 V6 t            | P          |             | 26. 33. 55.     | Daniil Kvyat Max Verstappen Carlos Sainz Jr.               | 63    | 7   |
| 2017 | Scuderia Toro Rosso       | STR12      | Toro Rosso Renault 1.6 V6 t     | P          | ExxonMobil  | 10. 26. 28. 55. | Pierre Gasly Daniil Kvyat Brendon Hartley Carlos Sainz Jr. | 53    | 7   |
| 2018 | Red Bull Toro Rosso Honda | STR13      | Honda RA618H 1.6 V6 t           | P          |             | 10. 28.         | Pierre Gasly Brendon Hartley                               | 33    | 9   |
| 2019 | Red Bull Toro Rosso Honda | STR14      | Honda RA619H 1.6 V6 t           | P          |             | 23. 26.         | Alexander Albon Daniil Kvyat                               | 85    | 6   |